# Putney Bridge (London Underground)

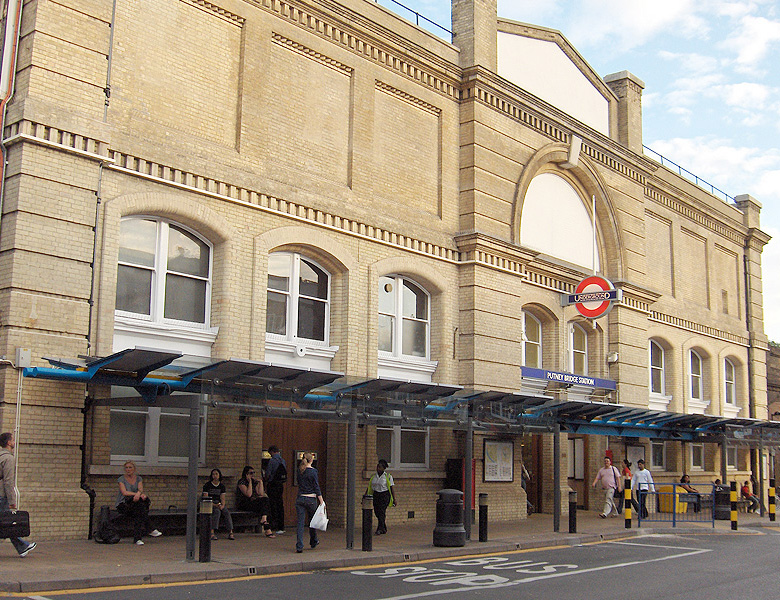
Stationsgebäude

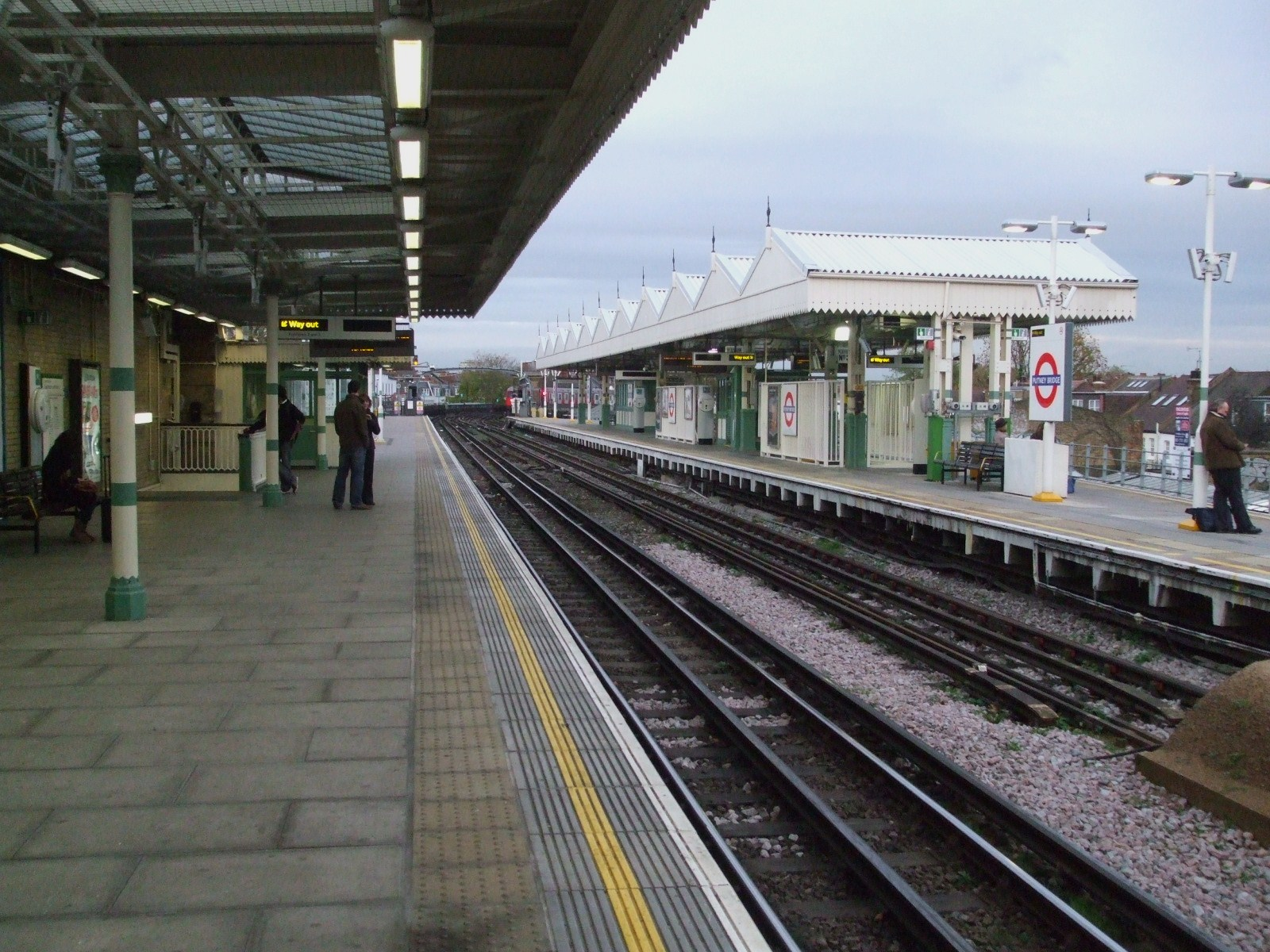
Bahnsteig

Putney Bridge ist eine oberirdische Station der London Underground im Stadtbezirk London Borough of Hammersmith and Fulham. Sie liegt in der Travelcard-Tarifzone 2 an der Fulham High Street, nördlich der gleichnamigen Brücke über die Themse. Im Jahr 2014 nutzten 5,93 Millionen Fahrgäste diese von der District Line bediente Station. Sehenswürdigkeiten in der Nähe sind Fulham Palace, der ehemalige Wohnsitz des Bischofs von London sowie Craven Cottage, das Fußballstadion des FC Fulham.
Die Eröffnung erfolgte am 1. März 1880 durch die Metropolitan District Railway (Vorgängergesellschaft der District Line), als diese die Strecke von West Brompton aus hierhin verlängerte. Zu Beginn hieß die Station Putney Bridge & Fulham, benannt einerseits nach der Brücke, andererseits nach dem Stadtteil. Neun Jahre lang war hier Endstation, bis die Strecke am 3. September 1889 über die Fulham Railway Bridge und weiter in Richtung Wimbledon geführt wurde. Der elektrische Betrieb auf dem Abschnitt High Street Kensington – Putney Bridge begann am 23. Juli 1905, die restliche Strecke bis Wimbledon folgte am 27. August 1905. Am 1. September 1902 erfolgte die Umbenennung in Putney Bridge & Hurlingham, um auf den Hurlingham Park und den dort befindlichen Hurlingham Club hinzuweisen. Seit 1932 trägt die Station ihren heutigen Namen.